# ابن دينار
ابن دينار العالم العربي المسلم من علماء القرن الخامس الهجري ومن مشاهير الأطباء في زمانه ذكره ابن أبي أصيبعة، قال: كان في ميّافارقين أيام نصر الدولة بن مروان (401 هـ-453 هـ). وكان فاضلاً في صناعة الطب، جيّد المداواة، خبيراً بتأليف الأدوية. ووجدتُ له أفراباذيناً بديع التأليف، بديع التصنيف، حسن الاختيار، مرضيّ الأخبار ويُنسب لابن دينار شراب متداول الاستعمال، مشهور بين الأطباء وغيرهم، حتى ومن ابن أبي أصيبعة، يُعرف باسم شراب الديناري.